# Andrej Mangold
Andrej Mangold (Hannover, 14 gennaio 1987) è un cestista tedesco.